# Goageb

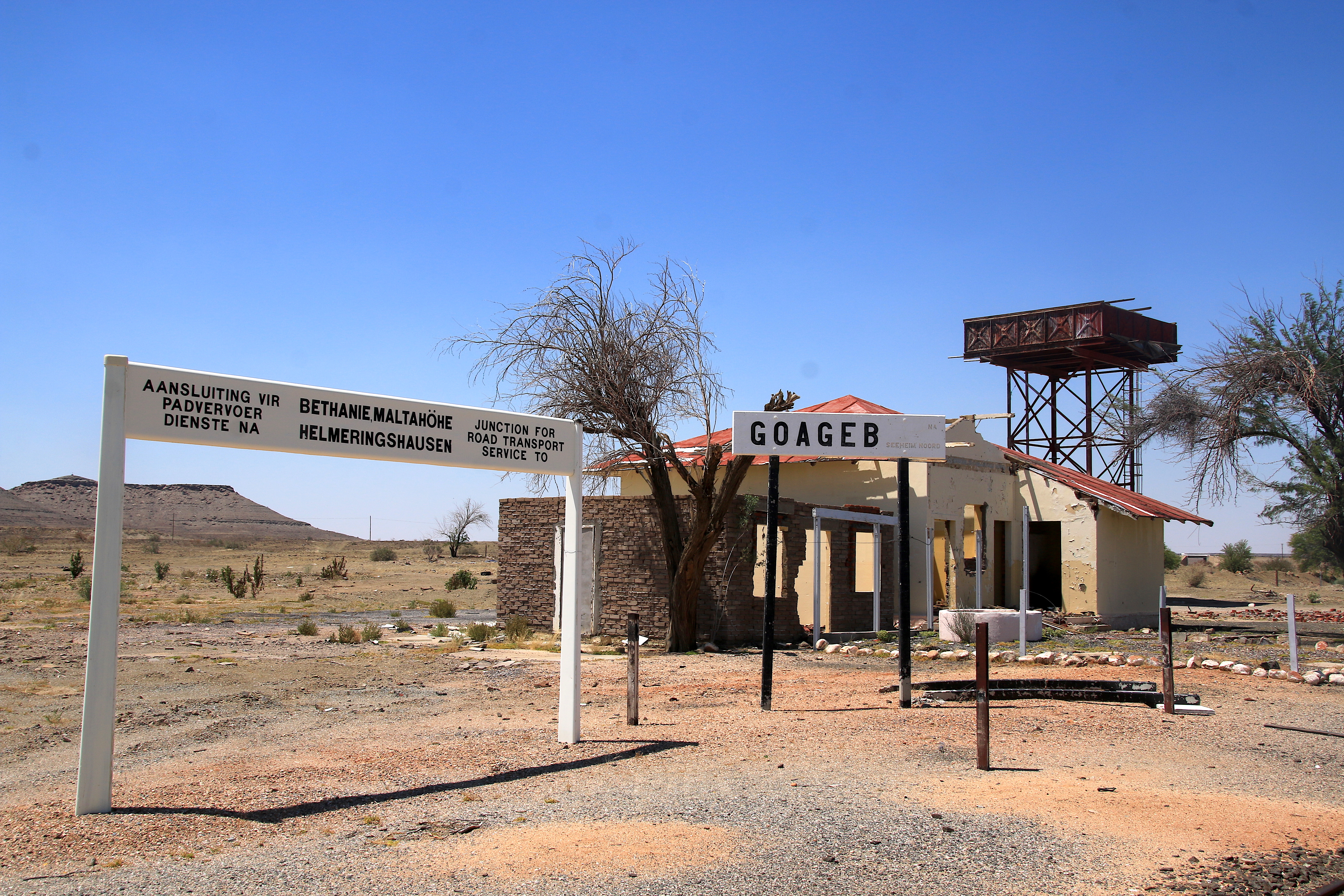
Verlassene Bahnstation Goageb (2018)

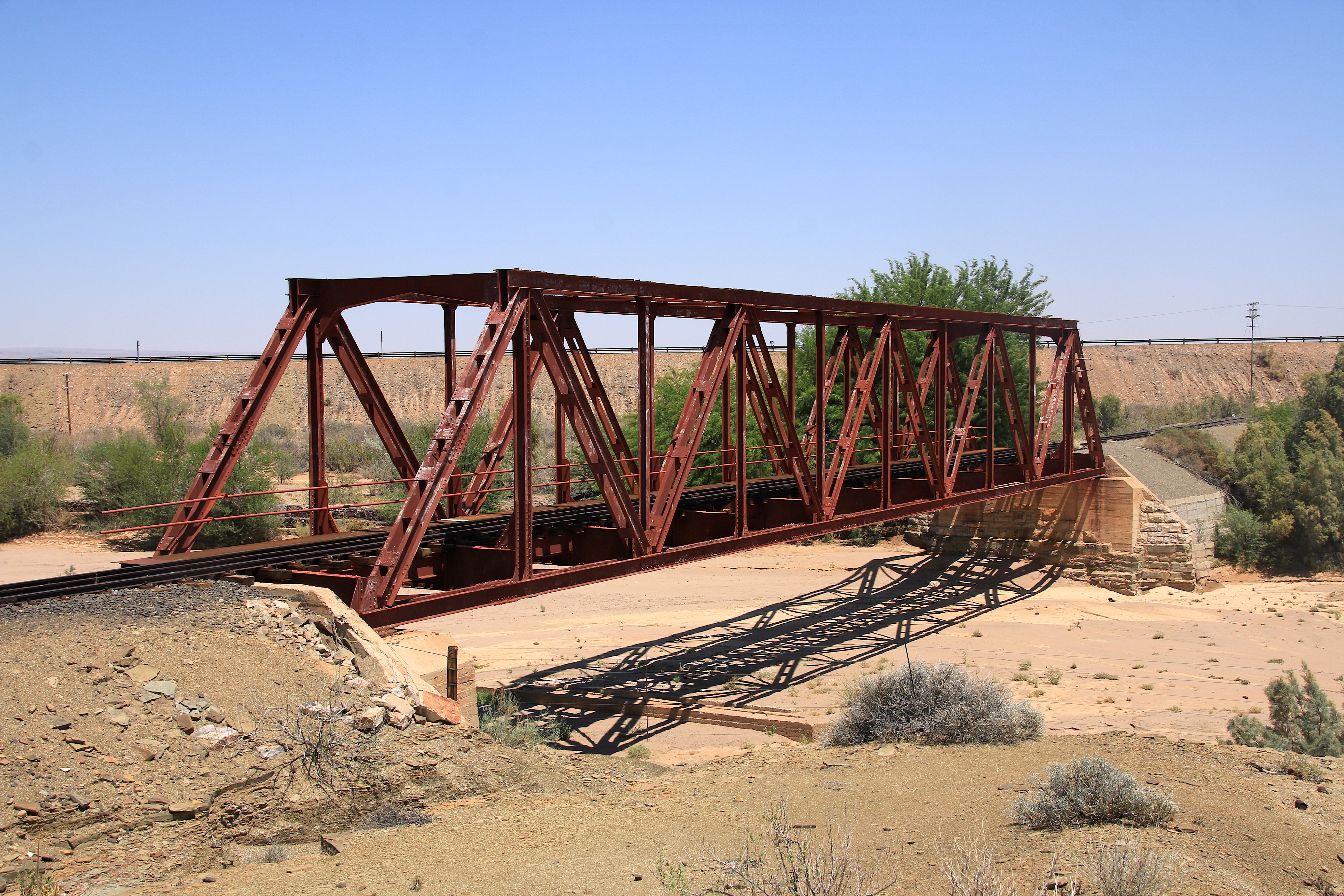
Eisenbahnbrücke bei Goageb über den Konkiep

Goageb ist eine verlassene Ansiedlung und ehemaliger Bahnhof an der Bahnstrecke Lüderitz–Seeheim in Namibia. Bei Goageb überquert die Bahn auf einer Stahlbrücke den Konkiep. Hier zweigt die Hauptstraße C14 von der Nationalstraße B4 nach Norden Richtung Bethanie ab. Von der Bahnstation, der Tankstelle, dem Hotel und der Kirche sind nur noch Ruinen übrig. 